# Гай Серторий Брокх Квинт Сервей Инноцент
Гай Серторий Брокх Квинт Сервей Инноцент (лат. Gaius Sertorius Brocchus Quintus Servaeus Innocens) — римский политический деятель начала II века.
Предположительно, его отцом мог быть консул-суффект 82 года Сервей Инноцент. В 101 году Инноцент занимал должность консула-суффекта вместе с Марком Мецием Целером. В 117/118 году он находился на посту проконсула провинции Азия. О его дальнейшей биографии нет никаких сведений.